# Rozruchy hep-hep

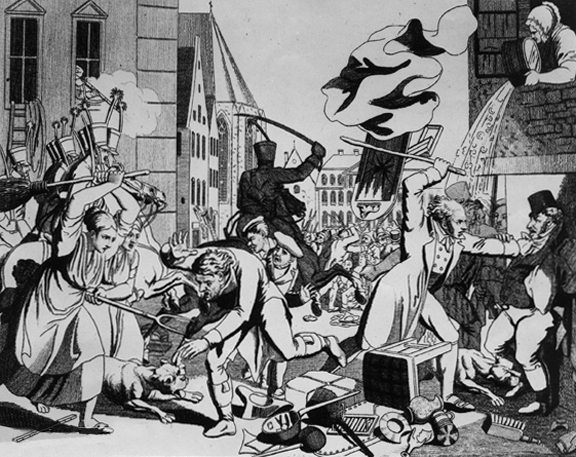
Zamieszki hep-hep we Frankfurcie nad Menem, uwiecznione w formie miedziorytu przez Johanna Michaela Voltza

Rozruchy hep-hep – zamieszki na tle antysemickim, trwające od sierpnia do października 1819 na obszarze Związku Niemieckiego. Wybuchły w Królestwie Bawarii w okresie emancypacji Żydów w Związku Niemieckim.

## Tło historyczne
Tłem dla rozruchów były polityczne oraz społeczne napięcia, które występowały po okresie wojen napoleońskich, wielkim głodzie, jak również będące następstwem zmian, jakie następowały po kongresie wiedeńskim.
Status Żydów różnił się w państwach i wolnych miastach niemieckich – część z nich odwołała emancypacyjne edykty Napoleona, inne z kolei oficjalnie je utrzymywały – ale nie miały one przełożenia na rzeczywistość. Na większości niemieckich terytoriów Żydzi byli pozbawieni możliwości pełnienia funkcji publicznych, zajmowania wyższych stanowisk w armii, nie mogli także uczyć w szkołach i na uniwersytetach.
W trakcie kongresu wiedeńskiego przedstawiciele środowisk żydowskich domagali się zrównania praw Żydów w Europie, czemu sprzeciwiały się niemieckie środowiska polityczne i akademickie. Żydzi przedstawiani byli jako „dorobkiewicze”, którzy próbują przejąć kontrolę nad gospodarką, w szczególności nad sektorem finansowym. W niemieckiej prasie ukazywały się antysemickie publikacje. Jednak pod wpływem żydowskiego oświecenia – Haskali, rewolucji francuskiej (w szczególności Deklaracji praw człowieka i obywatela), wielu Żydów zaczęło domagać się praw obywatelskich oraz równego traktowania.

## Przebieg

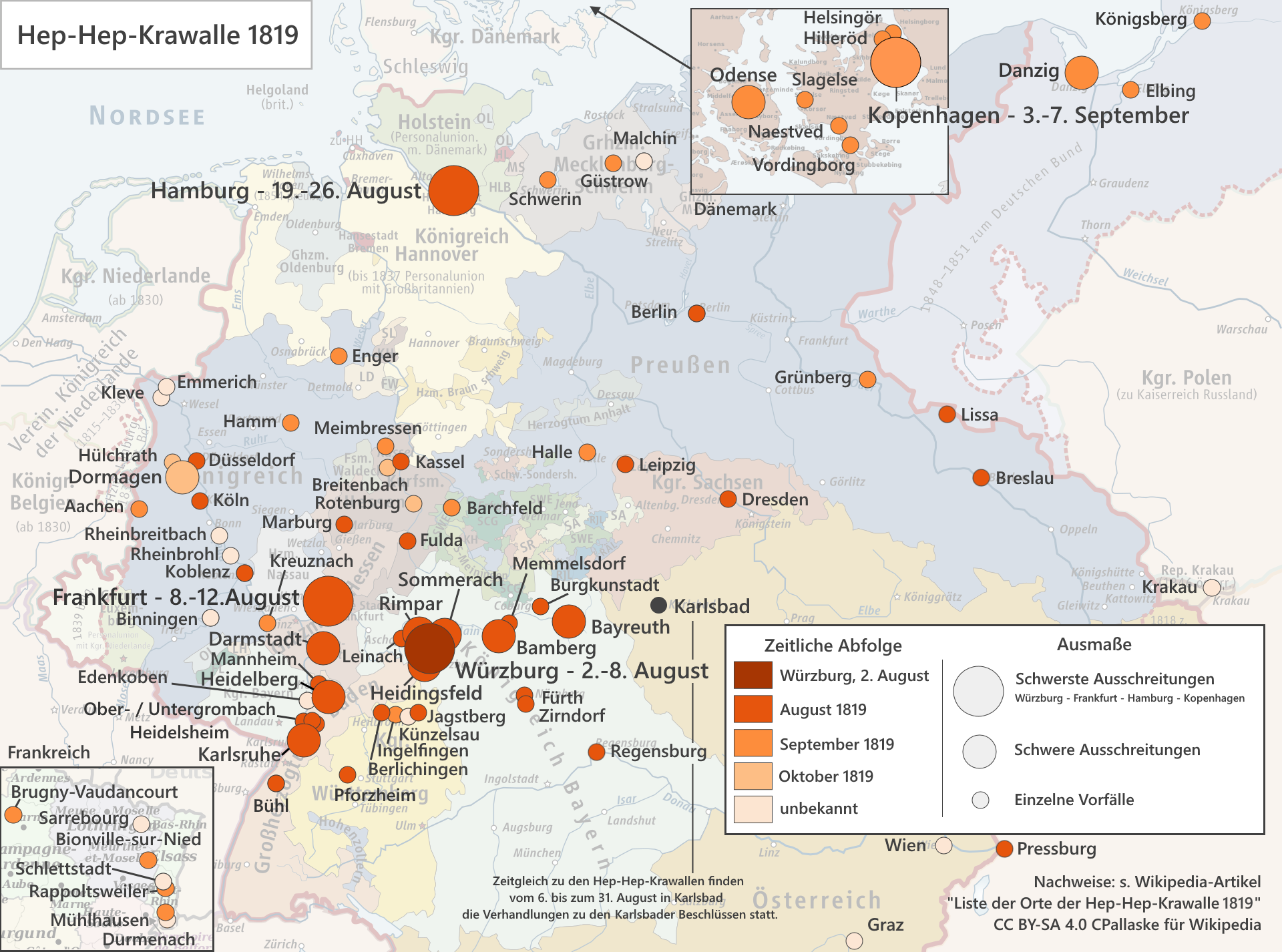
Mapa rozruchów

Bezpośrednią przyczyną wybuchu zamieszek stało się skierowanie do bawarskiego landtagu przez bankiera Salomona Hirscha petycji, w której zwracał się o przyznanie pełnego równouprawnienia (w Würzburgu do 1803 w ogóle nie tolerowano Żydów). Antysemickie rozruchy społeczności niemieckiej rozpoczęły się 2 sierpnia 1819 w Würzburgu i szybko rozprzestrzeniły się na obszar innych państw i wolnych miast Związku Niemieckiego. 10 sierpnia 1819 zamieszki wybuchły we Frankfurcie nad Menem – wydarzenia te uwiecznił na miedziorycie niemiecki rytownik Johann Michael Voltz.
W ciągu trzech miesięcy zamieszki ogarnęły obszar Niemiec, docierając także do Pragi, Grazu, Wiednia, Krakowa, jak również Kopenhagi, Hamburga, czy Helsinek.
Pochodzenie okrzyku towarzyszącego atakom na Żydów w trakcie zamieszek nie jest do końca jasne. Jedna z teorii odnosi się do akronimu pochodzącego od okrzyku krzyżowców Hiorosolyma est perdita („Jerozolima jest zgubiona”). Inna teoria mówi o pochodzeniu słów hep-hep od odgłosu, którym pasterze nawoływali kozy, a który to odgłos był stosowany obraźliwie wobec Żydów ze względu na noszony przez nich zarost.
W trakcie zamieszek władze niemieckich państw i miast w zasadzie każdorazowo podejmowały działania, aby zapewnić Żydom fizyczne bezpieczeństwo. W wielu wypadkach w obronie Żydów interweniowało wojsko. Niemniej wielu niemieckich władców wykorzystało zamieszki jako pretekst, aby nie przyznać Żydom pełni praw obywatelskich (argumentowano, że ich równouprawnienie doprowadzi do poważnych niepokojów społecznych).

## Następstwa
Zamieszki hep-hep przyczyniły się do przyspieszenia procesów asymilacyjnych wśród niemieckich Żydów. W niektórych wypadkach miały jednak wprost odwrotny skutek, przekładając się na konsolidację żydowskich społeczności.